# 鍾介民

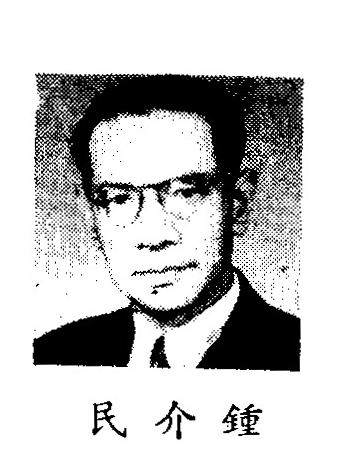

鍾介民（1893年—1964年）原名纯颖，字建闳，广东镇平（今蕉岭）人。中华民国法学家、政治人物。

## 生平
1915年，鍾介民毕业于复旦大学。后赴美国拉隆尔大学法律科留学。归国后，任东北大学教授。陈济棠主政广东省时，鍾介民任广东省政府主席办公室秘书、国民革命军第八路军秘书处少将处长。后来，鍾介民任国民革命军第一集团军秘书处少将副处长、广东军事特派员公署少将参议。1936年曾赴新加坡，任《星中日报》、《兴槟日报》总编辑。1947年，出任国民政府立法院第四届立法委员、第一届国民大会代表。1950年，在印度尼西亚任《天声日报》主笔。1952年，赴新加坡任《南洋商报》主笔。1964年，鍾介民在南洋大学任教时逝世。

## 著作
译作及著作主要有：
- 《世界政治概论》
- 《国际关系论》
- 《首领论》
- 《近代人物与近代思想》
- 《欧洲近代文化史》
- 《国际公法要备》[1][2]